# Bulbine ophiophylla
Bulbine ophiophylla är en grästrädsväxtart som beskrevs av Graham Williamson. Bulbine ophiophylla ingår i släktet bulbiner, och familjen grästrädsväxter. Inga underarter finns listade i Catalogue of Life.